# Koninkrijk Albanië (1943-1944)
Koninkrijk Albanië (Albanees: Mbretënija Shqiptare) was een de jure onafhankelijk land in het zuidoosten van Europa in de periode 1943-1944. Na vier jaar als protectoraat onder Italiaans gezag kwam Albanië nu onder het gezag van nazi-Duitsland. Officieel was de naam Koninkrijk Albanië. Het Koninkrijk Albanië werd beheerst door een nazistische regeringsraad, met een roulerend leiderschap, die trouw zwoeren aan Adolf Hitler, en geen werkelijke onafhankelijkheid hadden voor een Albanees beleid. Bovendien had de regering van het Koninkrijk Albanië nauwelijks werkelijke macht, omdat grote delen van Albanië al onder het bestuur stonden van communistische opstandelingen. Toen het Duitse leger zich in 1944 terugtrok uit Albanië, viel het Koninkrijk en werd een communistische volksrepubliek uitgeroepen.

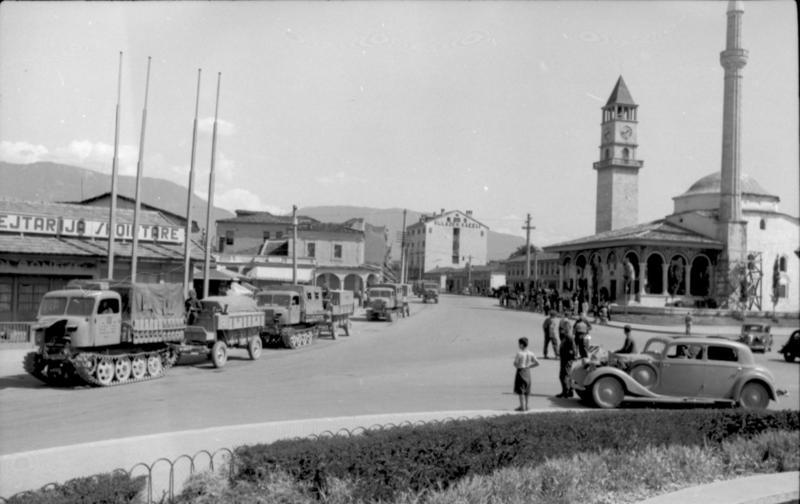
Duitse troepen in Tirana

Albanië · 
België · 
Denemarken · 
Frankrijk · 
Griekenland · 
Hongarije · 
Italië · 
Joegoslavië · 
Kanaaleilanden · 
Luxemburg · 
Monaco · 
Nederland · 
Noorwegen · 
Oekraïne · 
Oostenrijk · 
Ostland (Estland · Letland · 
Litouwen · Wit-Rusland) · 
Polen · 
San Marino · 
Tsjecho-Slowakije